# Nora Bicet
Nora Aída Bicet Juan, talvolta accreditata come Noraida Bicet (Palma Soriano, 29 ottobre 1977), è un'ex giavellottista cubana naturalizzata spagnola.

## Biografia
Nata a Cuba, Bicet partecipa alle prime competizioni di lancio del giavellotto rappresentando lo stato insulare dell'America centrale nelle competizioni regionali giovanili e debuttando con la nazionale seniores nel 2001, vincendo una medaglia d'argento ai Campionati centroamericani e caraibici. Con la nazionale cubana ha preso parte ai Giochi olimpici di Atene 2004, arrivando settimana in finale.
Trasferitasi nel 2007 in Spagna, in seguito all'ottenimento della cittadinanza nel 2011, ha preso parte nuovamente alle Olimpiadi a Londra 2012, non qualificandosi per la finale. Con la Spagna ha vinto una medaglia di bronzo ai Giochi del Mediterraneo in Turchia nel 2013

## Palmarès
| Anno                           | Manifestazione             | Sede           | Evento                 | Risultato | Prestazione | Note |
| ------------------------------ | -------------------------- | -------------- | ---------------------- | --------- | ----------- | ---- |
| In rappresentanza di Cuba      |                            |                |                        |           |             |      |
| 1995                           | Campionati CAC U20         | Port of Spain  | Lancio del giavellotto | Oro       | 50,50 m     |      |
| 1995                           | Campionati CAC U20         | Port of Spain  | Getto del peso         | Oro       | 12,50 m     |      |
| 1996                           | Campionati CAC U20         | San Salvador   | Lancio del giavellotto | Argento   | 53,64 m     |      |
| 1996                           | Mondiali juniores          | Sydney         | Lancio del giavellotto | 4ª        | 55,52 m     |      |
| 2001                           | Campionati CAC             | Guatemala City | Lancio del giavellotto | Argento   | 57,04 m     |      |
| 2003                           | Mondiali                   | Saint-Denis    | Lancio del giavellotto | 18ª (q)   | 56,33 m     |      |
| 2004                           | Campionati ibero-americani | Huelva         | Lancio del giavellotto | OC        | 62,73 m     |      |
| 2004                           | Giochi olimpici            | Atene          | Lancio del giavellotto | 7ª        | 62,51 m     |      |
| 2005                           | Campionati CAC             | Nassau         | Lancio del giavellotto | Bronzo    | 59,05 m     |      |
| 2005                           | Mondiali                   | Helsinki       | Lancio del giavellotto | 24ª (q)   | 54,52 m     |      |
| In rappresentanza della Spagna |                            |                |                        |           |             |      |
| 2012                           | Europei                    | Helsinki       | Lancio del giavellotto | 16ª (q)   | 53,80 m     |      |
| 2012                           | Giochi olimpici            | Londra         | Lancio del giavellotto | 25ª (q)   | 57,77 m     |      |
| 2013                           | Giochi del Mediterraneo    | Mersin         | Lancio del giavellotto | Bronzo    | 57,65 m     |      |